# Kósí
Kósí (hindsky कोशी, nepálsky कोशी नदी, anglicky Kosi River) je řeka v Nepálu a v Indii. Je levým přítokem Gangy. Je dlouhá 730 km. Povodí má rozlohu 86 900 km².

## Průběh toku
Vzniká u vesnice Harkapur v Nepálu soutokem zdrojnic Sun Kósí a Dudh Kosi, které pramení ve Velkém Himálaji. Na dolním toku protéká Indoganžskou nížinou.

## Vodní stav
Nejvyššího vodního stavu dosahuje v létě. Je to díky tání sněhu a ledovců na horách a monzunovým dešťům.
Průměrný roční průtok vody poblíž ústí činí 1770 m³/s.

## Využití
Na území státu Bihár v Indii a také v Nepálu byl vybudován hydrotechnický komplex, jehož součástí jsou hráze, zavlažovací kanály, přehradní nádrže a vodní elektrárny. Na dolním toku je možná vodní doprava.